# Charles Brady
Charles Eldon Brady Jr. (Pinehurst, 12 augustus 1951 – Orcas Island, 23 juli 2003) was een Amerikaans ruimtevaarder. Brady zijn eerste en enige ruimtevlucht was STS-78 met de spaceshuttle Columbia en vond plaats op 20 juni 1996. Het doel van de vlucht was onderzoek te doen naar effecten van lange ruimtevluchten op de menselijke fysiologie ter voorbereiding van vluchten naar het Internationaal ruimtestation ISS.
Brady werd in 1992 geselecteerd als astronaut door NASA als onderdeel van NASA Astronautengroep 14. In 2002 verliet hij NASA en ging hij als astronaut met pensioen. 